# Wimp
De Wimp is een rivier in de Belgische provincie Antwerpen. Het is een zijrivier van de Grote Nete in het stroomgebied van de Schelde. Hij ontspringt in Stelen in Geel, loopt door Westerlo, vormt verder de grens tussen Heist-op-den-Berg en Herentals en Herenthout en stroomt bij Herlaar-Herenthout in de Grote Nete.
In Wiekevorst bevindt zich aan de Wimp een waterzuiveringsstation, waar recent veel bijgebouwd is. De rivier heeft veel van zijn natuurlijk karakter verloren door kanalisatie om plaats te maken voor agglomeratie. Tussen Tongerlo en Zoerle-Parwijs is er echter een klein stukje rivier hieraan ontsnapt. Men kan op de rivier varen, zij het met een kleine boot zoals een kajak of een kano.

## Zijrivieren
De belangrijkste en grootste zijrivieren (beken) van de Wimp zijn, bij de bron te beginnen, de Puntloop (Geel); de Oevelse Dreefloop (Westerlo); de Putloop (Westerlo); de Goorstraatloop (Herentals) en de Stapkensloop (Herentals).

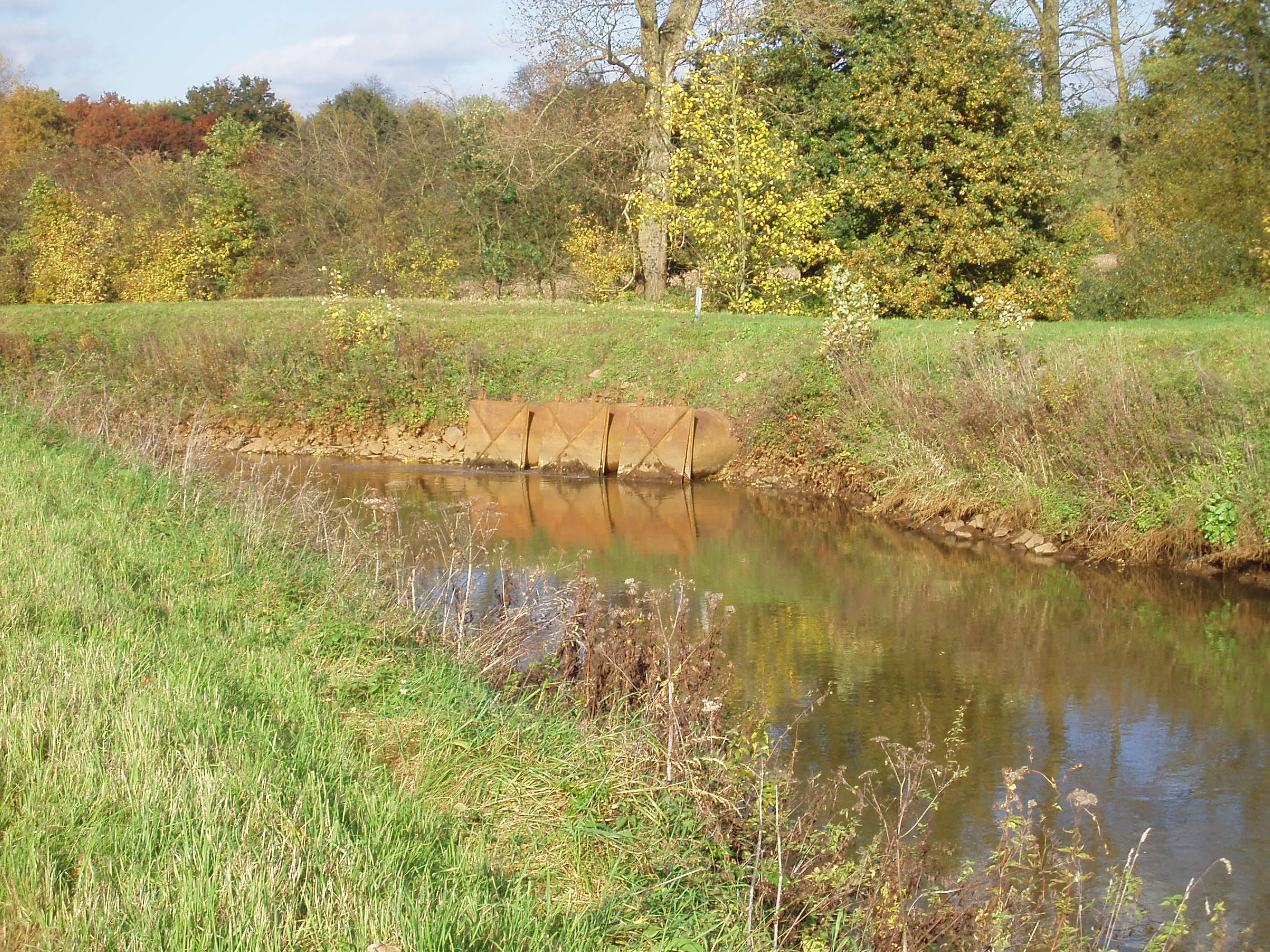
Monding van de Wimp in de Grote Nete te Herlaar. De Wimp loopt door de drie buizen in de Grote Nete

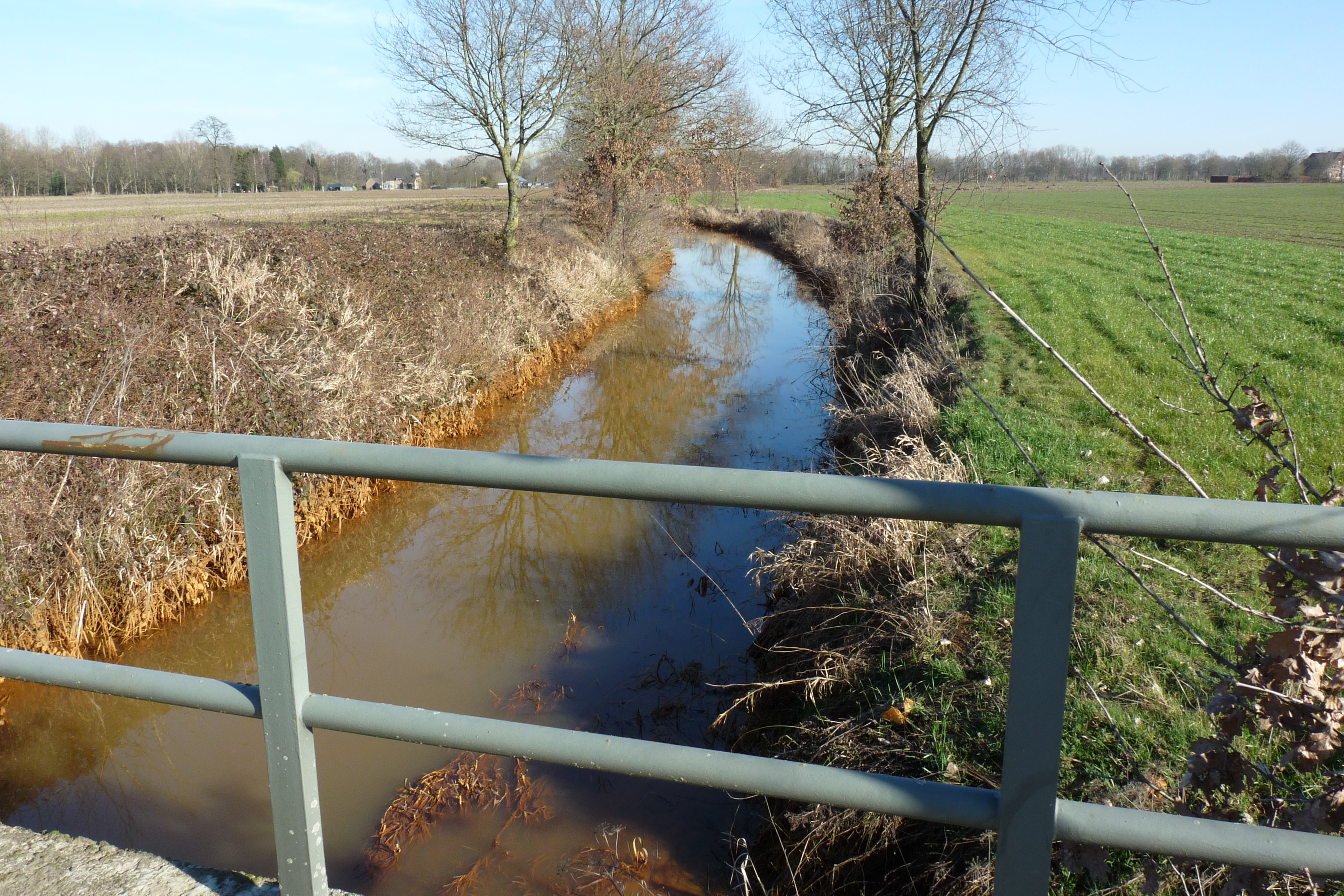
De Wimp op grenspunt Herentals/Westerlo/Heist-op-den-Berg

## Stroomgebied
Het stroomgebied van de Wimp is bijna 9500 ha groot. Het hoogste punt van dit gebied ligt in het centrum van Olen.

## Plaatsen langs de Wimp
Plaatsen langs de Wimp zijn:
Stelen, Oosterlo, Zammel, Westerlo, Tongerlo, Geneinde, Zoerle-Parwijs, Heultje, Morkhoven, Wiekevorst, Herenthout, Herlaar.

## Bezienswaardigheden
Niet ver van de monding bevindt zich een watermolen, de Herlaarmolen, uit 1477, sommige bronnen spreken dat hij er al in 1462 stond. De watermolen behoorde tot het domein van het gelijknamige 13de-eeuwse kasteel Herlaar dat zich daar ook nog altijd bevindt.

## Slib
Doordat de Wimp een breedte heeft van om en bij de tien meter en slechts een debiet van gemiddeld 1,5 m³/s, zijn er problemen in verband met het slib dat de rivier meevoert. Het water stroomt namelijk op sommige plaatsen zo traag dat het slib bezinkt op de bodem. Daardoor heeft de Wimp over het algemeen een ondiepe bodem. Dit is vooral een probleem wanneer er veel regen op zeer korte tijd valt, het water stijgt dan zeer snel zodat het makkelijk de rand bereikt en de omliggende weilanden blank zet. Dit probleem is al langer bekend en er liggen al oplossingen klaar voor in de toekomst.